# Tom yum
Tom yum hoặc tom yam (UK:  /ˌtɒm ˈjæm, - ˈjʌm/, US: /- ˈjɑːm/;  tiếng Thái: ต้มยำ, RTGS: tom yam [tôm yàm] ⓘ) là món súp chua cay được xem như món ăn quốc dân của Thái Lan, thường được nấu với tôm.
Từ "tom yum" có nguồn gốc từ hai từ tiếng Thái. Tom đề cập đến quá trình đun sôi, trong khi yum có nghĩa là 'hỗn hợp'. Tom yum mang nét đặc trưng ở hương vị chua và cay riêng biệt, với các loại gia vị thơm và thảo mộc được nêm điều hòa trong nước dùng. Món súp này cũng được thêm nguyên liệu tươi như sả, lá chanh Thái, riềng, nước cốt chanh, nước mắm và ớt đỏ nghiền nhuyễn.
Bột tom yum thương mại được chế tạo bằng cách nghiền nhuyễn tất cả các thành phần thảo mộc và xào trong dầu. Sau đó, gia vị và các thành phần bảo quản khác được thêm vào. Bột được đóng hộp hoặc đóng gói và bán trên khắp thế giới. Vị bột tom yum có thể mang đặc điểm khác với món được nấu từ nguyên liệu thảo mộc tươi. Món súp này thường bao gồm các loại thịt như tôm, gà hoặc lợn.

## Tổng quan
Món tom yum gắn liền với sự giản dị truyền thống của lối sống nông nghiệp dọc theo hệ thống sông ngòi và kênh rạch trên đồng bằng miền trung Thái Lan, nơi các truyền thống ẩm thực gắn bó mật thiết với thiên nhiên.
Mặc dù xuất hiện từ lâu và trở nên rất phổ biến trong đời sống, nhưng hiện các học giả Thái Lan cũng chưa xác định chính xác nguồn gốc của món này, cũng như làm thế nào món trở thành biểu tượng dân tộc như ngày nay. Có rất ít thông tin về tom yum được ghi chép lại trong các tài liệu cổ. Cho đến nay, bản ghi chép sớm nhất về món tom yum dưới dạng công thức được lưu lại từ thập niên 1890 dưới cái tên "tom yum pla chon". Món này sử dụng cá quả làm nguyên liệu chính thay vì tôm như cách nấu hiện đại. Còn cuốn sách đầu tiên đề cập đến tom yum sử dụng tôm làm nguyên liệu là cuốn “Từ điển đồ ăn” do một nhà truyền giáo Mỹ viết năm 1897, trong một công thức có tên là “tom yum kung với gia vị bổ sung”.
Tom yum bổ sung thêm vị cay của ớt từ thế kỷ 17, khi những nhà truyền giáo Bồ Đào Nha mang đến châu Á. Món nấu đúng vị bắt buộc phải có lá chanh, gừng hoặc riềng, sả. Những gia vị như cà ri, ớt cay, hẹ tây, cà chua, nấm được xem là phụ gia, tuỳ phong cách người nấu. Trong đó, cà chua được xem là nguyên liệu ảnh hưởng từ Mỹ, còn nấm xuất hiện trong cách nấu tom yum vào thế kỷ 20. Nước cốt dừa được thêm vào món từ thập niên 1980.
Ngày 23 tháng 3 năm 2021, chính phủ Thái Lan đã phê chuẩn kế hoạch của Bộ Văn hóa Thái Lan về việc đệ trình lên UNESCO đề xuất đưa món "tom yum" vào danh sách di sản văn hóa phi vật thể thế giới.

## Nguyên liệu
Hương vị tom yum dựa trên vị chua và cay. Một loại bột được gọi là nam prik pao chuẩn bị làm cốt lõi của súp, cho nước, rau thơm và thịt vào. Nam prik pao được chế tạo từ ớt nướng, hẹ tây, tỏi; nguyên liệu tốt nhất được nướng trên lửa than.
Thành phần cơ bản của tom yum là tôm hoặc thịt lợn. Nguyên liệu nấu tom yum phổ biến nhất là tôm sông, được gọi là tom yum goong.
Nguyên liệu cần thiết của món tom yum là các loại thảo mộc như sả, riềng, lá chanh. Các thành phần khác cũng rất quan trọng, đặc biệt là ớt Thái, nấm, lá ngò, cà chua, hành trắng, nước cốt chanh, đường và nước mắm. Tom yum nam khon là một loại với nước cốt dừa hoặc sữa đặc.

## Biến thể

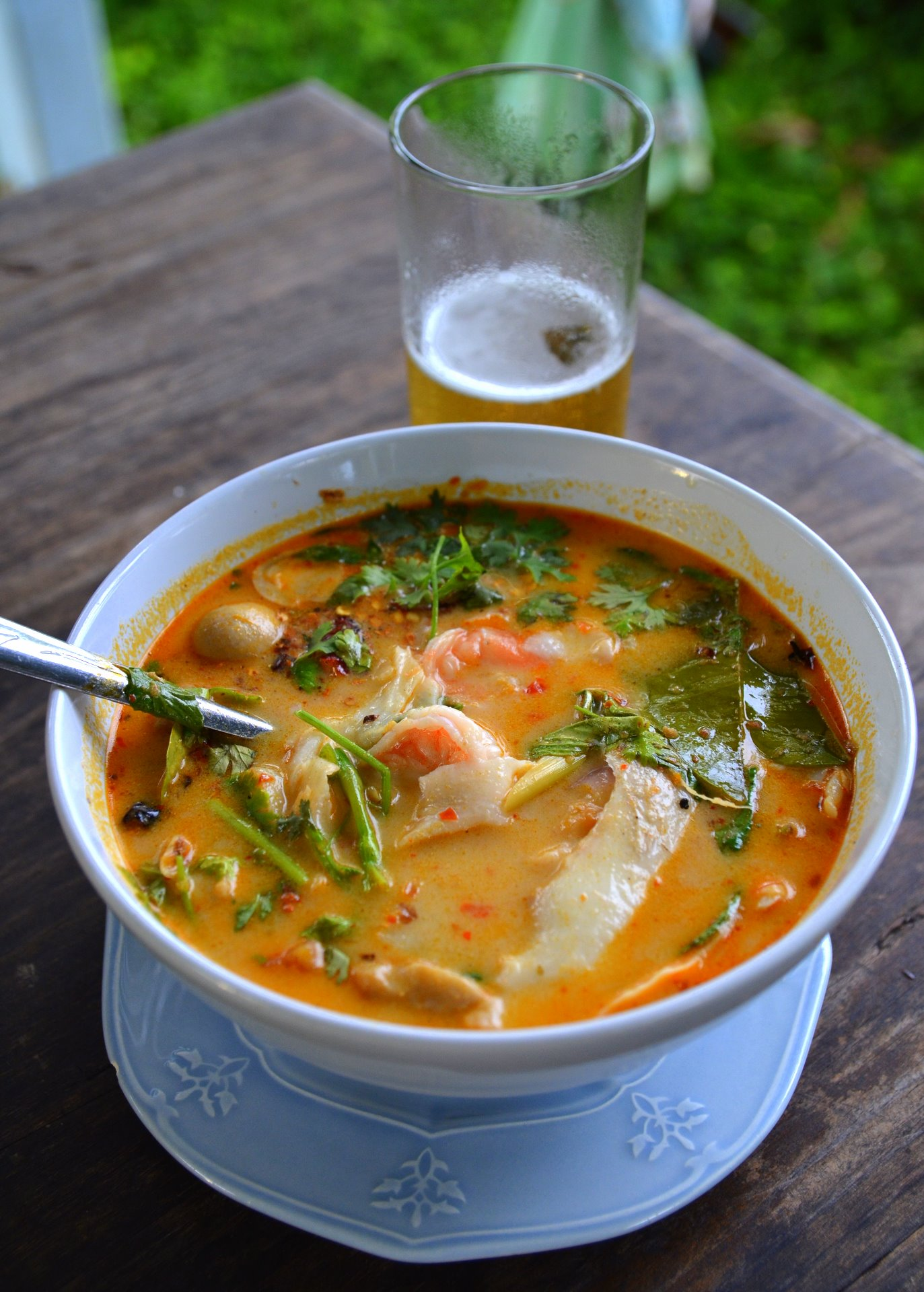
Tom yam kung maphrao on nam khon, được phục vụ ở Uttaradit, Thái Lan

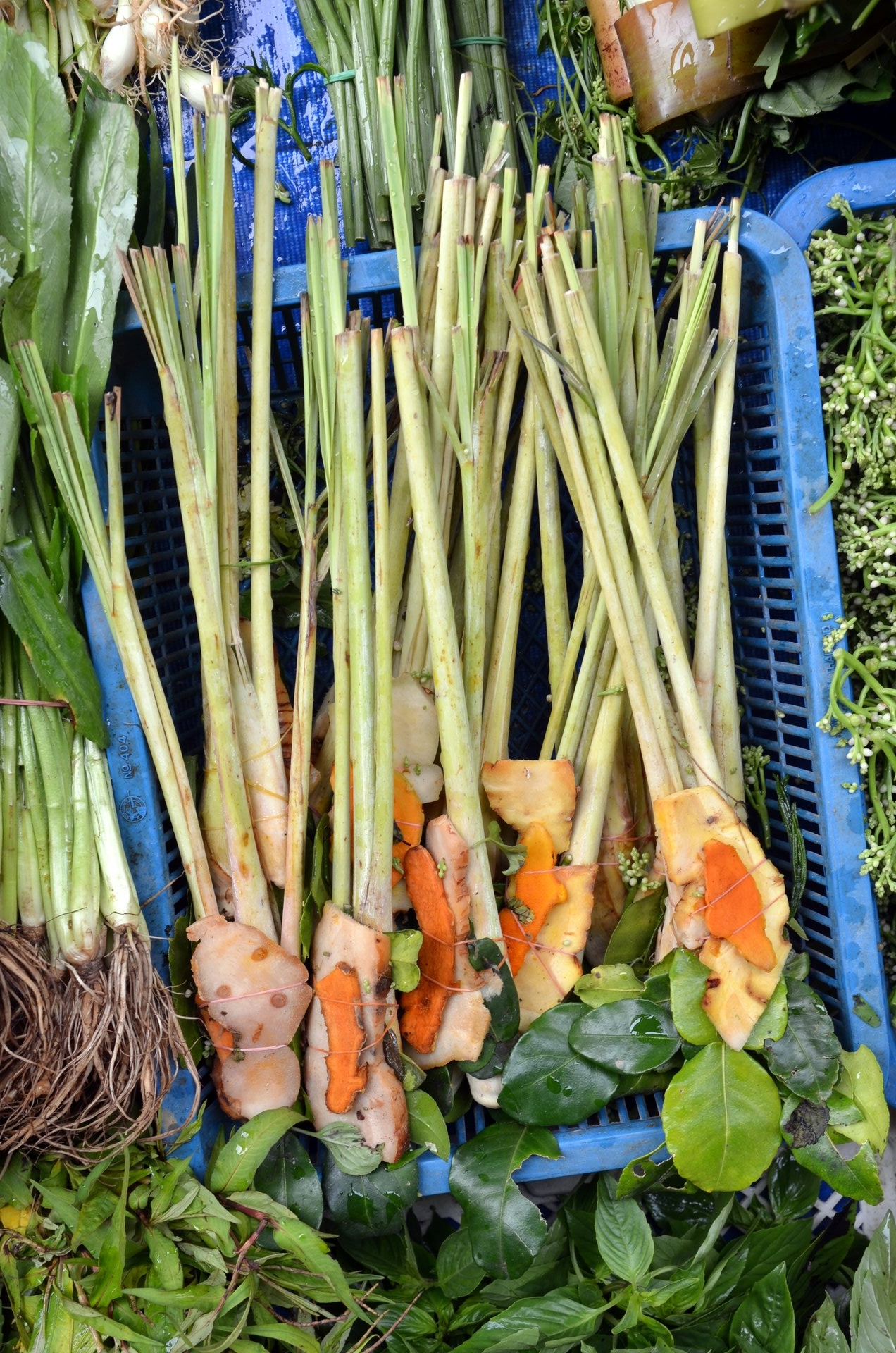
Nguyên liệu nấu gồm có sà, riềng, lá chanh Thái và nghệ cũng được bày bán ở chợ Thái Lan

- Tom yam nam sai ( tiếng Thái: ต้มยำน้ำใส), súp tom yam với nước dùng trong.[9]
- Tom yam nam khon ( tiếng Thái: ต้มยำน้ำข้น) là một biến thể gần đây từ thập niên 1980. Thường dùng tôm làm thành phần chính, sữa đặc hoặc bột kem không sữa, được thêm vào nước dùng như một thành phần hoàn thiện.[10]
- Tom yam kathi (tiếng Thái: ต้มยำกะทิ) - món tom yum làm từ nước cốt dừa — món này thường bị nhầm lẫn với món tom kha kai ("súp gà riềng"), trong đó riềng là hương vị chủ đạo của món súp nấu với nước cốt dừa.[3]
- tom yam kung (tiếng Thái: ต้มยำกุ้ง) - phiên bản của món ăn được du khách yêu thích nhất, dùng tôm làm thành phần chính.[3][4]
- Tom yam pla (tiếng Thái: ต้มยำปลา) là món súp cá trong suốt được ăn kèm cơm theo truyền thống. Đây từng là dạng phổ biến nhất của tom yam trước khi ngành du lịch Thái Lan phát triển, vì cá tươi có sẵn hầu như ở khắp mọi nơi trên sông, kênh, rạch và hồ của khu vực cũng như ở biển. Thường cá có thớ thịt săn chắc, không bị nát sau khi luộc sẽ được ưa chuộng cho món ăn.[11]
- Tom yam gai (tiếng Thái: ต้มยำไก่) là phiên bản thịt gà của món.[11][12]
- Tom yam po taek (tiếng Thái: ต้มยำโป๊ะแตก) hoặc tom yam thale (tiếng Thái: ต้มยำทะเล) là một biến thể với các loại hải sản hỗn hợp, như tôm, mực, nghêu và các miếng cá.
- Tom yam kung maphrao on nam khon (tiếng Thái: ต้มยำมะพร้าวอ่อนน้ำข้น), một phiên bản của món tom yum tôm với cơm dừa non và chút nước cốt dừa.[10]
- Tom yam kha mu (tiếng Thái: ต้มยำขาหมู), làm bằng chân giò. Món này đòi hỏi thời gian nấu lâu dưới lửa nhỏ.

Trong các phiên bản phổ biến hiện đại, món nấu với nấm - thường là nấm rơm hoặc nấm sò. Nước súp thường được phủ lên trên một lượng lớn lá ngò thái nhỏ. Đôi khi nêm cả ớt Thái (nam phrik phao, tiếng Thái: น้ำพริกเผา) được thêm vào: điều này làm cho súp có màu cam tươi và làm đậm vị ớt hơn.

## Món tương tự
Ít được biết đến bên ngoài Thái Lan là tom khlong (ต้มโคล้ง) tại đông bắc Thái, một loại canh chua cay, tuy nhiên, vị chua không bắt nguồn từ nước cốt chanh mà là do sử dụng me.Tom som (tiếng Thái: ต้มส้ม) là những món súp cũng rất giống với tom yum nhưng hầu hết thường không có sả hoặc lá chanh. Tùy thuộc vào loại tom som, độ chua có thể được lấy từ nước chanh hoặc trái me.

## Đón nhận ngoài Thái Lan
Tom yum (hay theo cách viết địa phương là tomyam) rất được người Malaysia đón nhận kể từ khi món được giới thiệu từ trước thập niên 1980. Ẩm thực hiện nay được xem là thứ phải có trong thực đơn hầu hết các nhà hàng ở Malaysia, đặc biệt ở các bang bán đảo. Tính đến năm 2018, sự phổ biến của tom yum và các món ăn Thái khác đã đem đến việc làm cho tối thiểu 120.000 đầu bếp miền Nam Thái Lan làm việc tại các nhà hàng chủ yếu ở bang Selangor và thủ đô Kuala Lumpur với khoảng 5000 đến 6000 nhà hàng Thái do họ làm chủ.
Tom yum đứng thứ 8 trong top 50 món ăn ngon và phổ biến nhất thế giới do CNN bầu chọn.